# Мангайм (порт)
49°31′01″ пн. ш. 8°28′03″ сх. д. / 49.51694444° пн. ш. 8.4675° сх. д.
Мангаймський порт (нім. Rhein-Neckar-Hafen Mannheim) — річковий порт у місці злиття Рейну та Неккару в Мангаймі, Баден-Вюртемберг, Німеччина. 
Має склад із 4 основних портових районів: Гандельсгафен, Райнаугафен, Альтрайнгафен та Індустрігафен, які поділені на 14 окремих портових басейнів і 3 річкові доки.
Це один з найважливіших річкових портів Європи. 
Порт має 3,42 км² акваторії (2,83 км² Рейну, 0,59 км² Неккара) і 8,635 км² доків. 
Загальна площа гавані становить близько 11,31 км², що робить її найбільшим річковим портом Німеччини за цим показником. 

Мангаймський порт — тримодальний транспортний вузол на стику автомобільних, залізничних та двох національних водних шляхів і пропонує різноманітні перевантажувальні засоби. 
Чотири основні портові зони мають нічне залізничне сполучення з усіма німецькими та багатьма важливими європейськими комерційними центрами, і до них можна дістатися дорогою кількома основними автострадами.

## Історія
| Рік       | Подія                                                                         |
| --------- | ----------------------------------------------------------------------------- |
| 1247      | Перша згадка в записах про річкові збори в гирлі Неккара.                     |
| 1349      | Рейнська митниця над рибальським селом Мангайм.                               |
| 1607      | Заснування Мангайма, перетворення в центр торгівлі та депо.                   |
| 1828      | Відкриття вільного порту Мангайм.                                             |
| 1854      | Підключення порту до залізничної мережі.                                      |
| 1870-1875 | Будівництво порту Мюлау.                                                      |
| 1892-1895 | Будівництво набережної Рейну.                                                 |
| 1896-1901 | Будівництво порту Райнау приватною компанією. Прийнятий державою в 1903 році. |
| 1962-1964 | Будівництво нафтового терміналу (басейн Фрізенгайм)                           |
| 1968      | 1-й контейнерний термінал у Торговому порту.                                  |
| 1991      | 1-й термінал комбінованих вантажів у Торговому порту.                         |
| 2008      | Перші фотоелектричні системи, встановлені на загальній площі 7000 м² даху.    |

## Вантажообіг
| Рік  | тонн    |
| ---- | ------- |
| 2003 | 6.9 млн |
| 2005 | 8.1 млн |
| 2007 | 8.3 млн |
| 2009 | 7.8 млн |
| 2011 | 6.5 млн |
| 2013 | 8,7 млн |
| 2015 | 8.1 млн |

## Інфраструктура

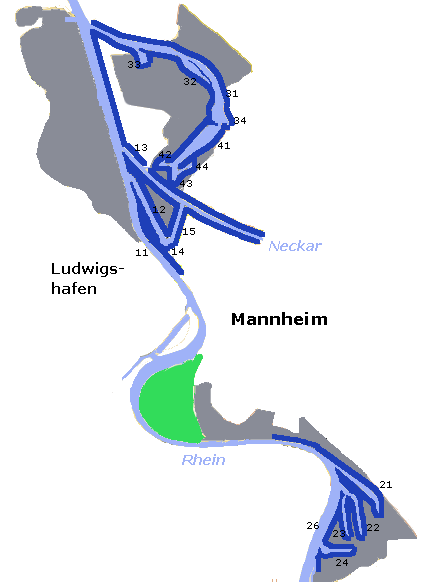
Мапа гавані

Порт має 226 га зовнішньої складської та вантажно-розвантажувальної зони та 119 га критої складської зони, а також 1527 силосів і бункерів для зберігання зерна, вугілля, гравію, цементу, фруктів, кормів та інших сипучих вантажів загальною місткістю понад 385 000 тонн, а для рідких продуктів, таких як мінеральні та харчові олії, 1078 резервуарів загальною місткістю майже 1,5 мільйона тонн. 

Крім того, порт забезпечує:
- 78 вантажно-кранових платформ (24 на причалі)
- 37 портальних кранів (25 на набережній)
- 14 важких кранів до 150 тонн (10 на причалі)
- 4 спеціальні системи перевантаження контейнерів
- 52 автокрани
- 210 інших підйомних систем
- 24 морські навантажувачі

## Сьогодення
Близько 500 підприємств із понад 20 000 робочих місць розташовані в доках та фірм постачальниках послуг у ширшому районі навколо порту. 